# Borkou
Le Borkou est une des 23 provinces du Tchad dont le chef-lieu est Faya-Largeau. Elle a été créée le 19 février 2008 par démembrement de l'ancienne région du Borkou-Ennedi-Tibesti.
Entre 2002 et février 2008, le Borkou a été l'un des 4 départements composant la région du Borkou-Ennedi-Tibesti. En 2009, la population de la région était estimée a 97251 habitants, dont 46,6 % de sexe féminin.

## Situation
La région est située au nord du pays, elle est frontalière de la Libye.
|                       | Mourzouq | Al-Koufrah   |
| Tibesti               | Borkou   | Ennedi Ouest |
| Kanem, Bahr El Ghazel | Batha    | Wadi Fira    |

## Subdivisions
La province du Borkou est divisée en 3 départements :
| Province | Chef-lieu | Département | Chef-lieu    | Communes                                                     |
| -------- | --------- | ----------- | ------------ | ------------------------------------------------------------ |
| Borkou   | Faya      | Borkou      | Faya-Largeau | Faya, Omoul, Am-chaloba                                      |
| Borkou   | Faya      | Kouba       | Kouba        | Kouba-Oulanga, Kouba-Madounga, Bourkya, Louha, Dazanga-Barka |
| Borkou   | Faya      | Borkou Yala | Kirdimi      | Kirdimi, Yarda, Tigui-Boudo, Olboye-Gourma, Maro-Ogui        |

## Administration
Liste des administrateurs :
- Sous-préfets du Borkou (1960-2002)

- - Sougui Bouyé (1994-1995)
  - Haroun Guet (1996-1997)
  - Hamid Lodé (1997-1998)

- Préfets du Borkou (2002-2008)

- - Hamid Lony (2001-2003)
  - Kelley Younous (2003-2005)
  - Issa Hamid (2006-décédé en 2007)
  - Haroun Guet (2007)
  - Hissein Hamit Lony (2017-2019)

- Gouverneurs du Borkou (depuis 2008)

- - Nodjigoto Houna (ou Hauna)[3] (février 2008-septembre 2008)
  - 15 septembre 2008 : Ramadan Erdibou[4]
  -  ? : Issa Adjede (en poste en juillet 2013)
  - 2013 : Youssouf Sougoudy[5]
  - jusqu'en 2021 : Ismat Issakha Acheik
  - depuis 2021 : Hassane Saleh Algadam Aldjinedi

En novembre 2021, des manifestations se déroulent à Faya-Largeau pour protester contre la volonté du gouverneur, le général Ismat Issakha Acheik, de saisir les véhicules motorisés jugés non conformes. Un manifestant est tué par la police lors d'une manifestation. Après deux semaines de manifestations, le gouverneur est remplacé par le général Hassane Saleh Algadam Aldjinedi,.

## Galerie de photos

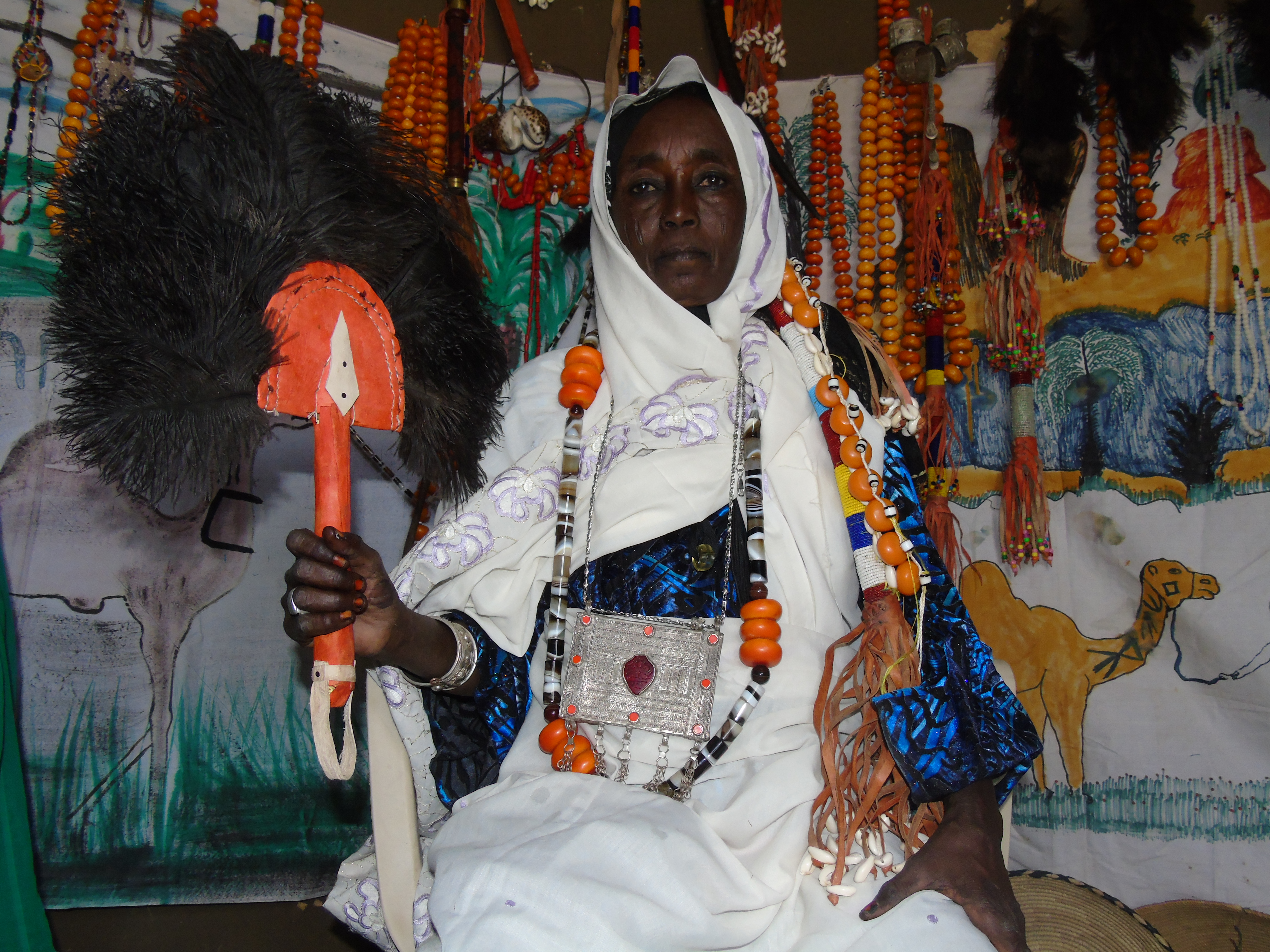
Portrait d'une femme Goran de Borkou
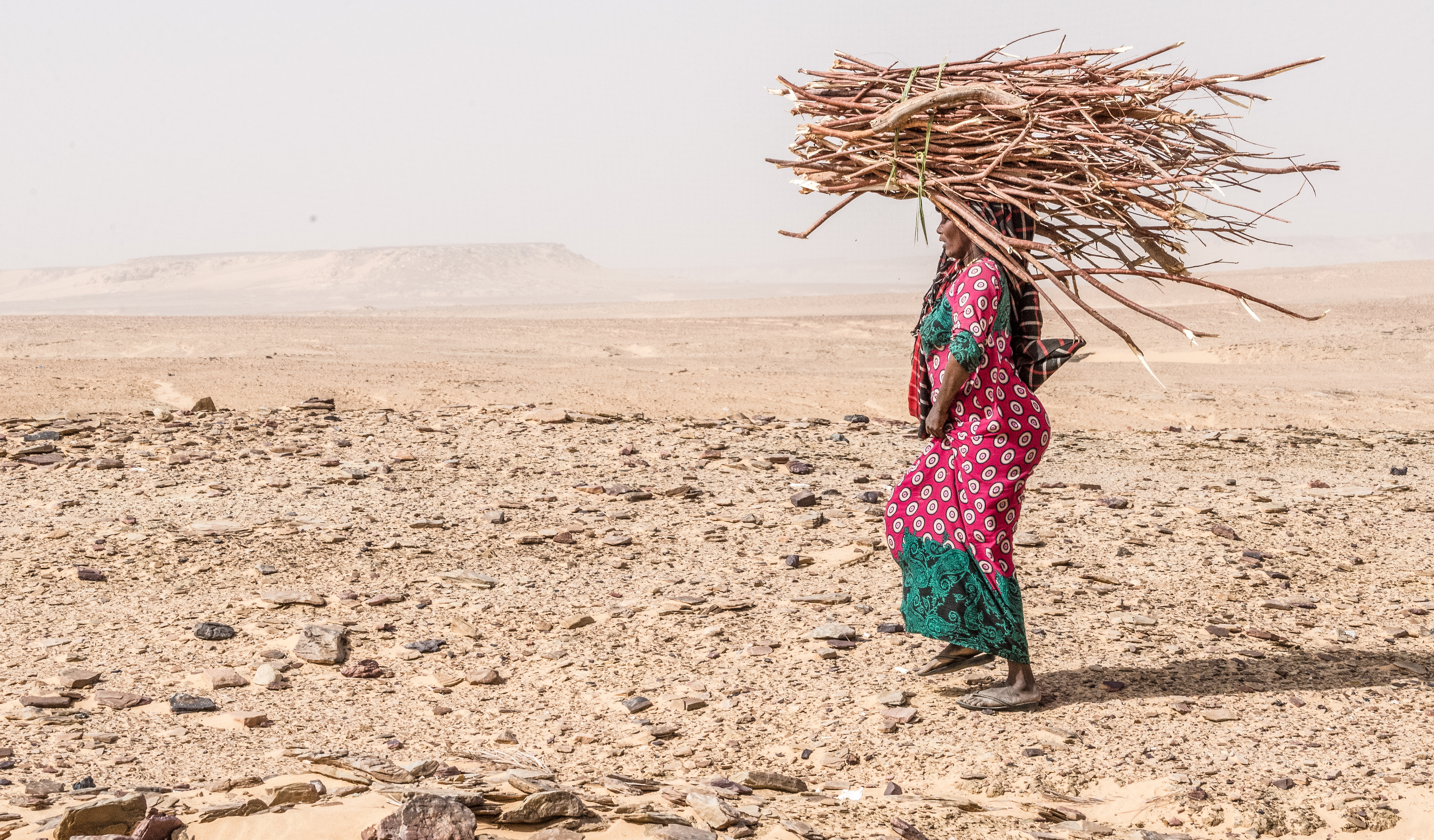
Une femme ramassant du bois à Tigui.
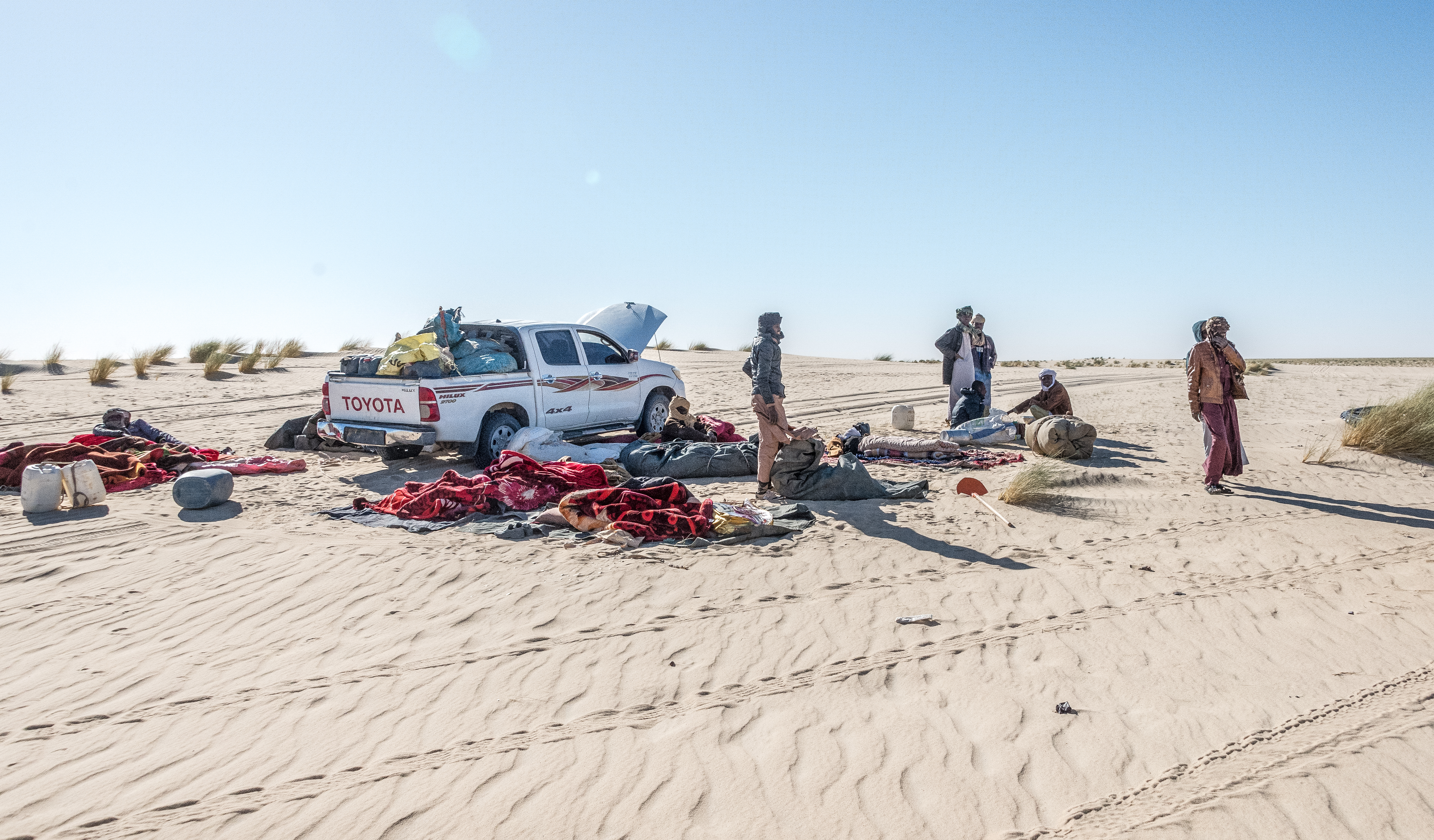
Réfugiés en route pour la Libye (2018).